# Жабаре (Крушевац)
Жабаре је насељено место града Крушевца у Расинском округу. Према попису из 2022. било је 251 становника (према попису из 1991. било је 401 становника).

## Демографија
У насељу Жабаре живи 298 пунолетних становника, а просечна старост становништва износи 44,5 година (42,2 код мушкараца и 46,8 код жена). У насељу има 101 домаћинство, а просечан број чланова по домаћинству је 3,57.
Ово насеље је великим делом насељено Србима (према попису из 2002. године), а у последња три пописа, примећен је пад у броју становника.
|  |

| Демографија | Демографија | Демографија |
| Година      | Становника  | Становника  |
| ----------- | ----------- | ----------- |
| 1948.       | 423         |             |
| 1953.       | 467         |             |
| 1961.       | 462         |             |
| 1971.       | 469         |             |
| 1981.       | 416         |             |
| 1991.       | 401         | 388         |
| 2002.       | 361         | 368         |

| Етнички састав према попису из 2002.‍ | Етнички састав према попису из 2002.‍ | Етнички састав према попису из 2002.‍ | Етнички састав према попису из 2002.‍ | Етнички састав према попису из 2002.‍ |
| ------------------------------------ | ------------------------------------ | ------------------------------------ | ------------------------------------ | ------------------------------------ |
|                                      |                                      |                                      |                                      |                                      |
| Срби                                 | Срби                                 |                                      | 355                                  | 98,33%                               |
| Хрвати                               | Хрвати                               |                                      | 1                                    | 0,27%                                |
| Мађари                               | Мађари                               |                                      | 1                                    | 0,27%                                |
| непознато                            | непознато                            |                                      | 4                                    | 1,10%                                |

| Година пописа     | 1948. | 1953. | 1961. | 1971. | 1981. | 1991. | 2002. |
| ----------------- | ----- | ----- | ----- | ----- | ----- | ----- | ----- |
| Број домаћинстава | 83    | 89    | 100   | 103   | 103   | 100   | 101   |

| Број чланова      | 1  | 2  | 3  | 4  | 5  | 6  | 7 | 8 | 9 | 10 и више | Просек |
| ----------------- | -- | -- | -- | -- | -- | -- | - | - | - | --------- | ------ |
| Број домаћинстава | 11 | 29 | 15 | 15 | 11 | 12 | 4 | 4 | 0 | 0         | 3,57   |

| Пол    | Укупно | Неожењен/Неудата | Ожењен/Удата | Удовац/Удовица | Разведен/Разведена | Непознато |
| ------ | ------ | ---------------- | ------------ | -------------- | ------------------ | --------- |
| Мушки  | 154    | 38               | 105          | 10             | 1                  | 0         |
| Женски | 162    | 24               | 107          | 27             | 4                  | 0         |
| УКУПНО | 316    | 62               | 212          | 37             | 5                  | 0         |

| Пол    | Укупно                    | Пољопривреда, лов и шумарство | Рибарство                            | Вађење руде и камена | Прерађивачка индустрија       |
| ------ | ------------------------- | ----------------------------- | ------------------------------------ | -------------------- | ----------------------------- |
| Мушки  | 72                        | 26                            | 0                                    | 0                    | 22                            |
| Женски | 58                        | 28                            | 0                                    | 0                    | 18                            |
| УКУПНО | 130                       | 54                            | 0                                    | 0                    | 40                            |
| Пол    | Производња и снабдевање   | Грађевинарство                | Трговина                             | Хотели и ресторани   | Саобраћај, складиштење и везе |
| Мушки  | 0                         | 7                             | 6                                    | 0                    | 4                             |
| Женски | 0                         | 1                             | 4                                    | 0                    | 0                             |
| УКУПНО | 0                         | 8                             | 10                                   | 0                    | 4                             |
| Пол    | Финансијско посредовање   | Некретнине                    | Државна управа и одбрана             | Образовање           | Здравствени и социјални рад   |
| Мушки  | 1                         | 1                             | 3                                    | 0                    | 0                             |
| Женски | 0                         | 0                             | 0                                    | 4                    | 2                             |
| УКУПНО | 1                         | 1                             | 3                                    | 4                    | 2                             |
| Пол    | Остале услужне активности | Приватна домаћинства          | Екстериторијалне организације и тела | Непознато            | Непознато                     |
| Мушки  | 0                         | 0                             | 0                                    | 2                    | 2                             |
| Женски | 0                         | 0                             | 0                                    | 1                    | 1                             |
| УКУПНО | 0                         | 0                             | 0                                    | 3                    | 3                             |